# Convict 99 (film fra 1919)
Convict 99 er en britisk stumfilm fra 1919 af G. B. Samuelson.

## Medvirkende
- C. M. Hallard som Ralph Vickers
- Wee Georgie Wood som James
- Ernest A. Graham som Laurence Gray
- Wyndham Guise som Mr. Lucas
- Tom Coventry som Hewett